# トマス・ホランド (第2代ケント伯)
第2代ケント伯爵トマス・ホランド（Thomas Holland, 2nd Earl of Kent,KG、1350年 - 1397年4月25日）は、イングランド王国の貴族。異父弟のイングランド王リチャード2世の顧問官をつとめた。

## 生涯
トマス・ホランドは1350年にランカシャーのアップホランドで生まれた。初代ケント伯トマス・ホランドと「フェア・メイド・オブ・ケント」ジョーンの長男である。母ジョーンは初代ケント伯爵エドマンド・オブ・ウッドストックとマーガレット・ウェイクの娘だった。エドマンドはイングランド王エドワード1世とその2番目の王妃マーガレット・オブ・フランスの息子であり、イングランド王エドワード2世の異母弟にあたる。
父トマスが1360年に亡くなり、同年12月28日にトマスはホランド男爵位を継承した。母ジョーンは自身の権利として依然としてケント女伯の地位にあり、1361年にエドワード3世の息子エドワード黒太子と結婚した。
1366年、16歳のときにトマスはアキテーヌのイングランド軍の指揮官に任命された。その後10年間、彼は継父のエドワード黒太子の指揮の下、ナヘラの戦いを含むさまざまな戦役に参加した。1375年にガーター勲章を授与された。
1377年にリチャード2世が国王となり、ホランドはすぐに異父弟に対して大きな影響力を獲得し、それを自分の富のために利用した。1381年、ケント伯位を継承した。
トマスは死去する前にキャリスブルック城総督に任命された。トマスは1397年4月25日にアランデル城で亡くなった。

## 爵位
- 第2代ケント伯爵（1360年12月26日 - 1397年4月25日）：1360年創設[4]
- 第5代ケント伯爵（1385年8月7日 - 1397年4月25日）：1321年創設[5]
- 第2代ホランド男爵（1360年12月26日 - 1397年4月25日）：1353年創設[4]
- 第6代リデルのウェイク男爵（英語版）（1385年8月7日 - 1397年4月25日）：1295年創設

## 結婚と子女
1364年4月10日、トマスはアリス・フィッツアラン（第10代アランデル伯爵リチャード・フィッツアランの娘）と結婚し、4男6女をもうけた。息子たちは全員嫡子を残さずに亡くなったため、娘たちとその子供たちはホランド家の共同相続人となった。娘たちの結婚により、トマスは薔薇戦争で重要な役割を果たした多くの人物の祖先となった。その中には、第3代ヨーク公リチャード・プランタジネット（エドワード4世とリチャード3世の父）、ヘンリー・テューダー（後のヘンリー7世）、王妃アン・ネヴィルの父「キングメーカー」ウォリック伯リチャード・ネヴィルなどがいる。また、ヘンリー8世の6番目で最後の妻である王妃キャサリン・パーの祖先でもある。
- エレノア（1370年10月13日 - 1405年10月23日） - 最初に第4代マーチ伯ロジャー・モーティマーと結婚[7]、第5代チャールトン男爵エドワード・チャールトンと再婚[7]
- トマス（1372年 - 1400年）[8] - 第3代ケント伯爵、初代サリー公爵
- ジョン（1374年11月2日 - 1394年11月5日）[8]
- リチャード（1376年4月3日 - 1396年5月21日）[8]
- ジョーン（1380年頃 - 1434年4月12日） - 初代ヨーク公エドマンド・オブ・ラングリーと結婚
- エドマンド（1382年1月9日 - 1408年9月15日）[9] - 第4代ケント伯爵、嫡子はいなかったが愛妾コンスタンス・オブ・ヨークとの間に1女エレノアをもうけた。
- マーガレット（1385年 - 1439年12月31日） - 最初に初代サマセット伯ジョン・ボーフォートと結婚、初代クラレンス公トマス・オブ・ランカスターと再婚[8]
- エレノア（1386年 - 1413年以降） - 第4代ソールズベリー伯爵トマス・モンタギューと結婚[8]
- エリザベス（1387年頃 - 1420年） - 初代ウェストモーランド伯爵ラルフ・ネヴィルの長男ジョン・ネヴィルと結婚[8]、ラルフ、ジョン、トマスの3男および1女マーガレットが生まれた[10]。
- ブリジット - 修道女[6]